# Chuột nhảy hai chân Fresno
Chuột nhảy hai chân Fresno (danh pháp hai phần: Dipodomys nitratoides) là một loài chim thuộc Chi Chuột hai chân. Đây loài đặc hữu của khu vực trong và gần thung lũng San Joaquin California ở Hoa Kỳ. Sự mất mát môi trường sống loài này do sự phát triển nông nghiệp và đô thị hóa đã khiến chúng vào nhóm có nguy cơ.